# Whole again
Whole again was de debuut- en hitsingle van Atomic Kitten in Europa. De single stond één week op nummer 1 in de Nederlandse Top 40.

## Ontstaan
Zangeres Elizabeth McClarnon wilde na haar middelbare school rechten gaan studeren. Haar muziekleraar regelde echter een auditie met Andy McCluskey (Orchestral Manoeuvres in the Dark), die een meidenband wilde opzetten. De band werd eerst Honeyhead genoemd, maar de naam werd later gewijzigd in Automatic Kittens en vervolgens afgekort tot "Atomic Kitten". Toen Heidi Range in 1999 overstapte naar de Sugababes werd zij vervangen door Natasha Hamilton. In 1997 was McClarnon, een van de oorspronkelijke leden en medeschrijver van Atomic Kitten, de enig overgebleven 'Kitten' van het eerste uur. De eerste versie van Whole again was opgenomen met onder meer Kerry Katona, maar zij verliet enkele weken na de verschijning de groep vanwege haar zwangerschap en werd vervangen door Jenny Frost. Alleen al in het Verenigd Koninkrijk werden er zo'n 960.000 singles verkocht. Daarop werd besloten om de single ook op het Europese vasteland uit te brengen. Nadat Katona was vervangen door Jenny Frost, werd Whole again een succes en deed uiteindelijk Frost veel promotiewerk voor het nummer. Uiteindelijk werd besloten Whole again opnieuw op te nemen met Frost als zanger en werden de stukjes van Katona uit de videoclip geknipt en werd Frost erin gemonteerd. Uiteindelijk kwamen ook McClarnon en Hamilton terug om enkele nieuwe shots op te nemen. Ook werd het debuutalbum Right Now opnieuw uitgebracht, met een aantal nieuwe nummers en een aantal nummers met Frost als zanger. Echter stond op het album wel Whole again met zang van Katona.
Eind 2002 namen de Zweedse tienergroep Play en de Amerikaanse tienergroep No Secrets het nummer "Whole Again" op.
Op het Eurovisiesongfestival 2023 in Liverpool bracht de IJslandse artiest Daði Freyr een coverversie van dit nummer.

## Hitnoteringen
In het Verenigd Koninkrijk stond Whole again dertig weken genoteerd in de UK Singles Chart, waarvan vier weken op de eerste plaats.

### Nederlandse Top 40
| "Whole again" in de Nederlandse Top 40 - binnen: 01-04-2001 | "Whole again" in de Nederlandse Top 40 - binnen: 01-04-2001 | "Whole again" in de Nederlandse Top 40 - binnen: 01-04-2001 | "Whole again" in de Nederlandse Top 40 - binnen: 01-04-2001 | "Whole again" in de Nederlandse Top 40 - binnen: 01-04-2001 | "Whole again" in de Nederlandse Top 40 - binnen: 01-04-2001 | "Whole again" in de Nederlandse Top 40 - binnen: 01-04-2001 | "Whole again" in de Nederlandse Top 40 - binnen: 01-04-2001 | "Whole again" in de Nederlandse Top 40 - binnen: 01-04-2001 | "Whole again" in de Nederlandse Top 40 - binnen: 01-04-2001 | "Whole again" in de Nederlandse Top 40 - binnen: 01-04-2001 | "Whole again" in de Nederlandse Top 40 - binnen: 01-04-2001 | "Whole again" in de Nederlandse Top 40 - binnen: 01-04-2001 | "Whole again" in de Nederlandse Top 40 - binnen: 01-04-2001 | "Whole again" in de Nederlandse Top 40 - binnen: 01-04-2001 | "Whole again" in de Nederlandse Top 40 - binnen: 01-04-2001 | "Whole again" in de Nederlandse Top 40 - binnen: 01-04-2001 | "Whole again" in de Nederlandse Top 40 - binnen: 01-04-2001 | "Whole again" in de Nederlandse Top 40 - binnen: 01-04-2001 | "Whole again" in de Nederlandse Top 40 - binnen: 01-04-2001 | "Whole again" in de Nederlandse Top 40 - binnen: 01-04-2001 |
| Week                                                        | 1                                                           | 2                                                           | 3                                                           | 4                                                           | 5                                                           | 6                                                           | 7                                                           | 8                                                           | 9                                                           | 10                                                          | 11                                                          | 12                                                          | 13                                                          | 14                                                          | 15                                                          | 16                                                          | 17                                                          | 18                                                          | 19                                                          |                                                             |
| ----------------------------------------------------------- | ----------------------------------------------------------- | ----------------------------------------------------------- | ----------------------------------------------------------- | ----------------------------------------------------------- | ----------------------------------------------------------- | ----------------------------------------------------------- | ----------------------------------------------------------- | ----------------------------------------------------------- | ----------------------------------------------------------- | ----------------------------------------------------------- | ----------------------------------------------------------- | ----------------------------------------------------------- | ----------------------------------------------------------- | ----------------------------------------------------------- | ----------------------------------------------------------- | ----------------------------------------------------------- | ----------------------------------------------------------- | ----------------------------------------------------------- | ----------------------------------------------------------- | ----------------------------------------------------------- |
| Nummer                                                      | 33                                                          | 32                                                          | 28                                                          | 14                                                          | 8                                                           | 6                                                           | 11                                                          | 5                                                           | 3                                                           | 2                                                           | 1                                                           | 4                                                           | 3                                                           | 5                                                           | 9                                                           | 10                                                          | 14                                                          | 19                                                          | 32                                                          | uit                                                         |

### Single Top 100
| "Whole again" in de Nederlandse Single Top 100 - binnen: 17-03-2001 | "Whole again" in de Nederlandse Single Top 100 - binnen: 17-03-2001 | "Whole again" in de Nederlandse Single Top 100 - binnen: 17-03-2001 | "Whole again" in de Nederlandse Single Top 100 - binnen: 17-03-2001 | "Whole again" in de Nederlandse Single Top 100 - binnen: 17-03-2001 | "Whole again" in de Nederlandse Single Top 100 - binnen: 17-03-2001 | "Whole again" in de Nederlandse Single Top 100 - binnen: 17-03-2001 | "Whole again" in de Nederlandse Single Top 100 - binnen: 17-03-2001 | "Whole again" in de Nederlandse Single Top 100 - binnen: 17-03-2001 | "Whole again" in de Nederlandse Single Top 100 - binnen: 17-03-2001 | "Whole again" in de Nederlandse Single Top 100 - binnen: 17-03-2001 | "Whole again" in de Nederlandse Single Top 100 - binnen: 17-03-2001 | "Whole again" in de Nederlandse Single Top 100 - binnen: 17-03-2001 | "Whole again" in de Nederlandse Single Top 100 - binnen: 17-03-2001 | "Whole again" in de Nederlandse Single Top 100 - binnen: 17-03-2001 | "Whole again" in de Nederlandse Single Top 100 - binnen: 17-03-2001 | "Whole again" in de Nederlandse Single Top 100 - binnen: 17-03-2001 | "Whole again" in de Nederlandse Single Top 100 - binnen: 17-03-2001 | "Whole again" in de Nederlandse Single Top 100 - binnen: 17-03-2001 | "Whole again" in de Nederlandse Single Top 100 - binnen: 17-03-2001 | "Whole again" in de Nederlandse Single Top 100 - binnen: 17-03-2001 | "Whole again" in de Nederlandse Single Top 100 - binnen: 17-03-2001 | "Whole again" in de Nederlandse Single Top 100 - binnen: 17-03-2001 | "Whole again" in de Nederlandse Single Top 100 - binnen: 17-03-2001 | "Whole again" in de Nederlandse Single Top 100 - binnen: 17-03-2001 | "Whole again" in de Nederlandse Single Top 100 - binnen: 17-03-2001 | "Whole again" in de Nederlandse Single Top 100 - binnen: 17-03-2001 | "Whole again" in de Nederlandse Single Top 100 - binnen: 17-03-2001 | "Whole again" in de Nederlandse Single Top 100 - binnen: 17-03-2001 | "Whole again" in de Nederlandse Single Top 100 - binnen: 17-03-2001 | "Whole again" in de Nederlandse Single Top 100 - binnen: 17-03-2001 |
| Week                                                                | 1                                                                   | 2                                                                   | 3                                                                   | 4                                                                   | 5                                                                   | 6                                                                   | 7                                                                   | 8                                                                   | 9                                                                   | 10                                                                  | 11                                                                  | 12                                                                  | 13                                                                  | 14                                                                  | 15                                                                  | 16                                                                  | 17                                                                  | 18                                                                  | 19                                                                  | 20                                                                  | 21                                                                  | 22                                                                  | 23                                                                  | 24                                                                  | 25                                                                  | 26                                                                  | 27                                                                  | 28                                                                  | 29                                                                  |                                                                     |
| ------------------------------------------------------------------- | ------------------------------------------------------------------- | ------------------------------------------------------------------- | ------------------------------------------------------------------- | ------------------------------------------------------------------- | ------------------------------------------------------------------- | ------------------------------------------------------------------- | ------------------------------------------------------------------- | ------------------------------------------------------------------- | ------------------------------------------------------------------- | ------------------------------------------------------------------- | ------------------------------------------------------------------- | ------------------------------------------------------------------- | ------------------------------------------------------------------- | ------------------------------------------------------------------- | ------------------------------------------------------------------- | ------------------------------------------------------------------- | ------------------------------------------------------------------- | ------------------------------------------------------------------- | ------------------------------------------------------------------- | ------------------------------------------------------------------- | ------------------------------------------------------------------- | ------------------------------------------------------------------- | ------------------------------------------------------------------- | ------------------------------------------------------------------- | ------------------------------------------------------------------- | ------------------------------------------------------------------- | ------------------------------------------------------------------- | ------------------------------------------------------------------- | ------------------------------------------------------------------- | ------------------------------------------------------------------- |
| Nummer                                                              | 92                                                                  | 69                                                                  | 44                                                                  | 29                                                                  | 22                                                                  | 16                                                                  | 11                                                                  | 7                                                                   | 4                                                                   | 5                                                                   | 3                                                                   | 4                                                                   | 3                                                                   | 1                                                                   | 2                                                                   | 3                                                                   | 3                                                                   | 5                                                                   | 6                                                                   | 7                                                                   | 13                                                                  | 18                                                                  | 24                                                                  | 29                                                                  | 39                                                                  | 48                                                                  | 54                                                                  | 69                                                                  | 78                                                                  | uit                                                                 |

### BelgischeBRT Top 30
| Positie: | 24 | 15 | 8 | 5 | 3 | 1 | 1 | 1 | 2 | 3 | 4 | 6 | 8 | 11 | 19 | 21 | uit |

### VlaamseUltratop 30
| "Whole again" in de Vlaamse Ultratop 50 - binnen: 31-03-2001 | "Whole again" in de Vlaamse Ultratop 50 - binnen: 31-03-2001 | "Whole again" in de Vlaamse Ultratop 50 - binnen: 31-03-2001 | "Whole again" in de Vlaamse Ultratop 50 - binnen: 31-03-2001 | "Whole again" in de Vlaamse Ultratop 50 - binnen: 31-03-2001 | "Whole again" in de Vlaamse Ultratop 50 - binnen: 31-03-2001 | "Whole again" in de Vlaamse Ultratop 50 - binnen: 31-03-2001 | "Whole again" in de Vlaamse Ultratop 50 - binnen: 31-03-2001 | "Whole again" in de Vlaamse Ultratop 50 - binnen: 31-03-2001 | "Whole again" in de Vlaamse Ultratop 50 - binnen: 31-03-2001 | "Whole again" in de Vlaamse Ultratop 50 - binnen: 31-03-2001 | "Whole again" in de Vlaamse Ultratop 50 - binnen: 31-03-2001 | "Whole again" in de Vlaamse Ultratop 50 - binnen: 31-03-2001 | "Whole again" in de Vlaamse Ultratop 50 - binnen: 31-03-2001 | "Whole again" in de Vlaamse Ultratop 50 - binnen: 31-03-2001 | "Whole again" in de Vlaamse Ultratop 50 - binnen: 31-03-2001 |
| Week                                                         | 1                                                            | 2                                                            | 3                                                            | 4                                                            | 5                                                            | 6                                                            | 7                                                            | 8                                                            | 9                                                            | 10                                                           | 11                                                           | 12                                                           | 13                                                           | 14                                                           |                                                              |
| ------------------------------------------------------------ | ------------------------------------------------------------ | ------------------------------------------------------------ | ------------------------------------------------------------ | ------------------------------------------------------------ | ------------------------------------------------------------ | ------------------------------------------------------------ | ------------------------------------------------------------ | ------------------------------------------------------------ | ------------------------------------------------------------ | ------------------------------------------------------------ | ------------------------------------------------------------ | ------------------------------------------------------------ | ------------------------------------------------------------ | ------------------------------------------------------------ | ------------------------------------------------------------ |
| Nummer                                                       | 37                                                           | 24                                                           | 22                                                           | 14                                                           | 6                                                            | 4                                                            | 4                                                            | 5                                                            | 7                                                            | 8                                                            | 13                                                           | 17                                                           | 25                                                           | 45                                                           | uit                                                          |

### NPO Radio 2 Top 2000
| Nummer met noteringen in de NPO Radio 2 Top 2000 | '06  | '07  |
| ------------------------------------------------ | ---- | ---- |
| Whole again                                      | 1960 | 1817 |

1. ↑  Een vetgedrukt getal geeft de hoogste notering aan.
2. ↑  2006 was het eerste jaar met een notering voor dit nummer.
3. ↑  Deze tabel is bijgewerkt tot en met de laatste editie (2024).